# Christian Kirchmeier
Christian Kirchmeier ist ein deutscher Literaturwissenschaftler und Universitätsprofessor.

## Leben
Von 2001 bis 2007 studierte er Germanistik, Geschichte, Philosophie und Semiotik an der Ludwig-Maximilians-Universität München, der Hochschule für Philosophie München und der Università di Bologna. Nach der Promotion 2013 und der Habilitation 2021 an der LMU München (venia legendi: Neuere deutsche Literatur) ist er seit 2023 W3-Professor für Neuere Deutsche Literaturwissenschaft, 17.–19. Jahrhundert, an der Universität Bremen.

## Schriften
- Moral und Literatur. Eine historische Typologie. München 2013, ISBN 3-7705-5572-4.
- Parabasis. Literarische Wirklichkeit im Zeitalter der Repräsentation. Konstanz 2023 (frei zugängliche PDF, doi.org).